# Anelosimus dubius
Anelosimus dubius là một loài nhện trong họ Theridiidae.
Loài này thuộc chi Anelosimus. Anelosimus dubius được Albert Tullgren miêu tả năm 1910.